# Daleside Brewery Ltd
Daleside Brewery Ltd, bryggeri i Harrogate, North Yorkshire, Storbritannien. Bryggeriet producerar real ale och invigdes 1991. 

## Exempel på varumärken
- Pride of England
- Old Legover
- Monkey Wrench